# Comté de Wright (Missouri)
Pour les articles homonymes, voir Comté de Wright.
Le comté de Wright (Wright County) est un comté du sud de l'État du Missouri aux États-Unis. Le siège du comté se situe à Hartville. Le comté fut créé en 1841 et nommé en hommage au sénateur et gouverneur démocrate de New York Silas Wright (en). Au recensement américain de 2000, le comté était peuplé de 18 815 habitants

## Géographie
Selon le bureau du recensement des États-Unis, le comté totalise une surface 1 769 km2 dont 3 km2 d’eau. 
Selon ce bureau, le centre démographique des États-Unis se trouve dans le comté depuis le recensement décennal de 2020.

### Comtés voisins
- Comté de Laclede (nord)
- Comté de Texas (Missouri) (est)
- Comté de Douglas (Missouri) (sud)
- Comté de Webster (Missouri) (ouest)

### Routes principales
- U.S. Route 60
- Missouri Route 5
- Missouri Route 38
- Missouri Route 95

## Démographie
Selon le recensement de 2000, sur les 17 955 habitants, on retrouvait 7.081 ménages et 5.020 familles dans le comté. La densité de population était de 10 habitants par km² et la densité d’habitations (7.957 au total)  était de 4 habitations par km². La population était composée de 97,61 % de blancs, de 0,28 % d’afro-américains, de 0,66 % d’amérindiens et de 0,14 % d’asiatiques.
33,10 % des ménages avaient des enfants de moins de 18 ans, 58,50 % étaient des couples mariés. 27,2 % de la population avait moins de 18 ans, 8,2 % entre 18 et 24 ans, 25,3 % entre 25 et 44 ans, 22,8 % entre 45 et 64 ans et 16,5 % au-dessus de 65 ans. L’âge moyen était de 38 ans. La proportion de femmes était de 100 pour 90,6 hommes.
Le revenu moyen d’un ménage était de 24 691 dollars.